# Liste des juges de la Cour suprême des États-Unis
Pour un article plus général, voir Cour suprême des États-Unis.
Cet article dresse la liste des juges de la Cour suprême des États-Unis.

## Composition actuelle de la Cour suprême des États-Unis

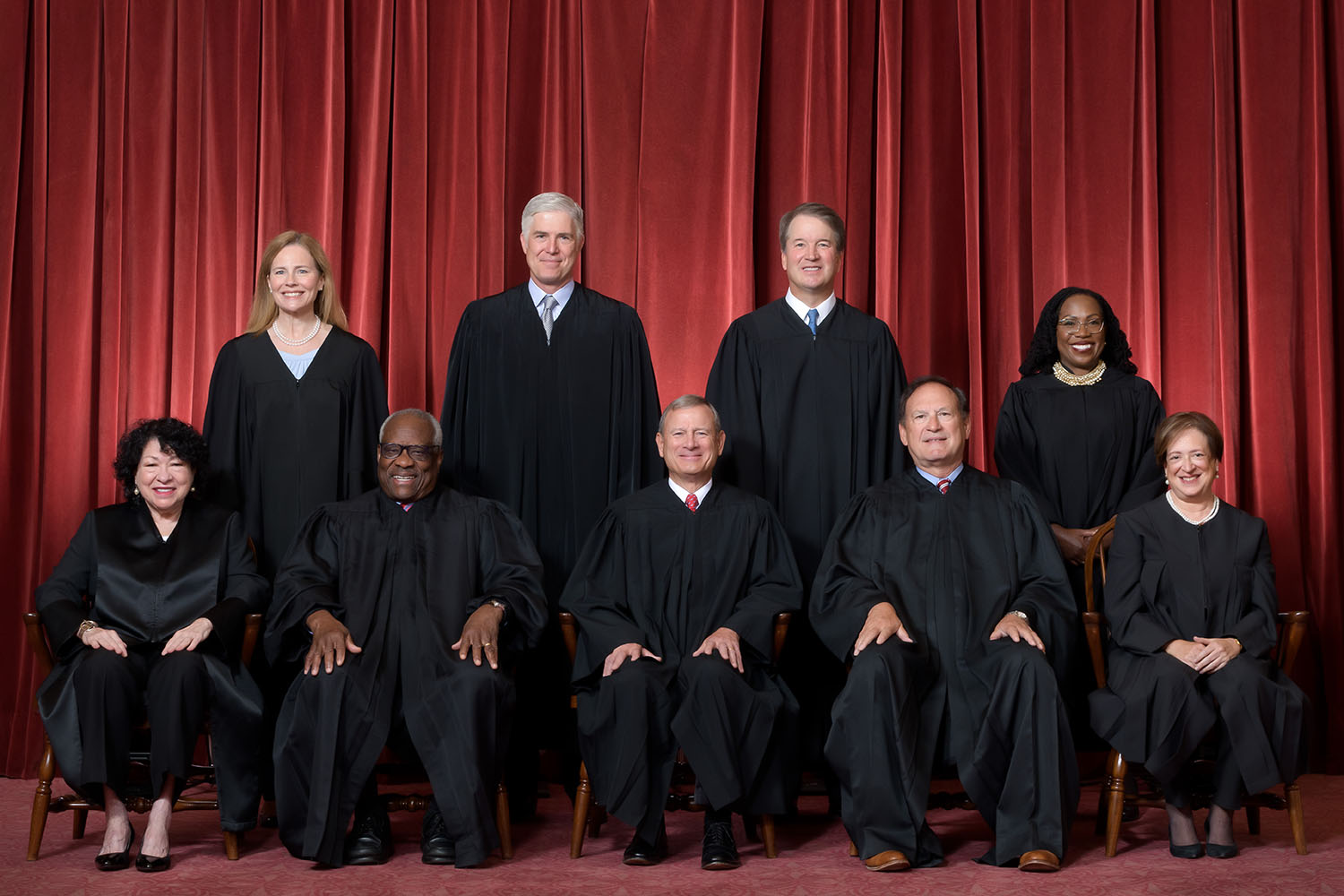
Les juges de la Cour suprême, depuis juin 2022. Assis de gauche à droite : Sonia Sotomayor, Clarence Thomas, John G. Roberts, Jr. (juge en chef), Samuel Alito et Elena Kagan. Debout de gauche à droite : Amy Coney Barrett, Neil Gorsuch, Brett Kavanaugh et Ketanji Brown Jackson.

### Tableau récapitulatif
Le mandat du juge commence lorsque ce dernier prête serment.
| # |  | Fonction           | Nom                   | Âge actuel | Nommé par         | Date de prise de fonction | Durée du mandat            |
| - |  | ------------------ | --------------------- | ---------- | ----------------- | ------------------------- | -------------------------- |
| 1 |  | Juge en chef (17e) | John G. Roberts, Jr.  | 70         | George W. Bush    | 29 septembre 2005         | 19 ans, 5 mois et 13 jours |
| 2 |  | Juge assesseur     | Clarence Thomas       | 76         | George H. W. Bush | 23 octobre 1991           | 33 ans, 4 mois et 19 jours |
| 3 |  | Juge assesseur     | Samuel Alito          | 74         | George W. Bush    | 31 janvier 2006           | 19 ans, 1 mois et 11 jours |
| 4 |  | Juge assesseur     | Sonia Sotomayor       | 70         | Barack Obama      | 6 août 2009               | 15 ans, 7 mois et 8 jours  |
| 5 |  | Juge assesseur     | Elena Kagan           | 64         | Barack Obama      | 7 août 2010               | 14 ans, 7 mois et 7 jours  |
| 6 |  | Juge assesseur     | Neil Gorsuch          | 57         | Donald Trump      | 8 avril 2017              | 7 ans, 11 mois et 6 jours  |
| 7 |  | Juge assesseur     | Brett Kavanaugh       | 60         | Donald Trump      | 6 octobre 2018            | 6 ans, 5 mois et 8 jours   |
| 8 |  | Juge assesseur     | Amy Coney Barrett     | 53         | Donald Trump      | 27 octobre 2020           | 4 ans, 4 mois et 15 jours  |
| 9 |  | Juge assesseur     | Ketanji Brown Jackson | 54         | Joe Biden         | 30 juin 2022              | 2 ans, 8 mois et 12 jours  |

### Orientations
Les juges Thomas, Gorsuch, Alito, Kavanaugh, Coney Barrett et le président Roberts sont vus comme conservateurs tandis que Brown Jackson, Kagan et Sonia Sotomayor sont considérés comme des progressistes. Ces orientations se vérifient en général lors des décisions serrées mais celle concernant la loi Patient Protection and Affordable Care Act en est un contre-exemple important puisque c'est la voix du juge Roberts qui fait pencher la balance en faveur du soutien à la loi.
Le graphique ci-dessous illustre le positionnement idéologique des juges de la Cour suprême : les courbes situées en haut correspondent aux juges plus conservateurs, tandis que les courbes situées en bas correspondent aux juges plus progressistes (ou liberal selon l'expression américaine).

## Liste par ordre chronologique
Le tableau ci-dessous liste tous les juges ayant été nommés par le président à la Cour suprême depuis 1789 dans l'ordre de leur entrée en fonction lors de leur serment. Les juges qui siègent actuellement à la Cour sont en gras.
Lorsqu'une vacance à la Cour se produit pendant les vacances du Congrès, la Constitution (article II, §2, al. 3) autorise le président à nommer un remplaçant sans attendre le consentement du Sénat. Dans ce cas, le juge doit être confirmé par le Sénat avant la fin de sa session suivante ou quitter son poste. Les juges nommés selon cette procédure, dite de recess appointment (nomination pendant les vacances), sont signalés dans le tableau par une étoile.
| N°  | Nom                              | Portrait | État | Mandat début      | Mandat fin        | Durée             | Nommé par     | Numéro du siège            | Raison de la fin du mandat       |
| --- | -------------------------------- | -------- | ---- | ----------------- | ----------------- | ----------------- | ------------- | -------------------------- | -------------------------------- |
| 1   | James Wilson                     |          | PA   | 5 octobre 1789    | 21 août 1798      | 8 ans, 320 jours  | Washington    | Juge assesseur (Siège #1)  | mort en fonction                 |
| 2   | John Jay                         |          | NY   | 19 octobre 1789   | 29 juin 1795      | 5 ans, 253 jours  | Washington    | Juge en chef               | démissionne                      |
| 3   | William Cushing                  |          | MA   | 2 février 1790    | 13 septembre 1810 | 21 ans, 223 jours | Washington    | Juge assesseur (Siège #2)  | mort en fonction                 |
| 4   | John Blair                       |          | VA   | 2 février 1790    | 25 octobre 1795   | 6 ans, 265 jours  | Washington    | Juge assesseur (Siège #3)  | démissionne                      |
| 5   | John Rutledge                    |          | SC   | 15 février 1790   | 5 mars 1791       | 1 an, 18 jours    | Washington    | Juge assesseur (Siège #4)  | démissionne                      |
| 6   | James Iredell                    |          | NC   | 12 mai 1790       | 20 octobre 1799   | 10 ans, 161 jours | Washington    | Juge assesseur (Siège #5)  | mort en fonction                 |
| 7   | Thomas Johnson                   |          | MD   | 6 août 1792       | 16 janvier 1793   | 163 jours         | Washington    | Juge assesseur (Siège #4)  | démissionne                      |
| 8   | William Paterson                 |          | NJ   | 11 mars 1793      | 9 septembre 1806  | 13 ans, 182 jours | Washington    | Juge assesseur (Siège #4)  | mort en fonction                 |
| 9   | John Rutledge *                  |          | SC   | 12 août 1795      | 15 décembre 1795  | 125 jours         | Washington    | Juge en chef               | candidature rejetée par le Sénat |
| 10  | Samuel Chase                     |          | MD   | 4 février 1796    | 19 juin 1811      | 15 ans, 135 jours | Washington    | Juge assesseur (Siège #3)  | mort en fonction                 |
| 11  | Oliver Ellsworth                 |          | CT   | 8 mars 1796       | 15 décembre 1800  | 4 ans, 282 jours  | Washington    | Juge en chef               | démissionne                      |
| 12  | Bushrod Washington               |          | VA   | 4 février 1799    | 26 novembre 1829  | 30 ans, 295 jours | Adams         | Juge assesseur (Siège #1)  | mort en fonction                 |
| 13  | Alfred Moore                     |          | NC   | 21 avril 1800     | 26 janvier 1804   | 3 ans, 280 jours  | Adams         | Juge assesseur (Siège #5)  | démissionne                      |
| 14  | John Marshall                    |          | VA   | 4 février 1801    | 6 juillet 1835    | 34 ans, 152 jours | Adams         | Juge en chef               | mort en fonction                 |
| 15  | William Johnson                  |          | SC   | 7 mai 1804        | 4 août 1834       | 30 ans, 89 jours  | Jefferson     | Juge assesseur (Siège #5)  | mort en fonction                 |
| 16  | Henry Brockholst Livingston      |          | NY   | 20 janvier 1807   | 18 mars 1823      | 16 ans, 57 jours  | Jefferson     | Juge assesseur (Siège #4)  | mort en fonction                 |
| 17  | Thomas Todd                      |          | KY   | 4 mai 1807        | 7 février 1826    | 18 ans, 279 jours | Jefferson     | Juge assesseur (Siège #6)  | mort en fonction                 |
| 18  | Gabriel Duval                    |          | MD   | 23 novembre 1811  | 14 janvier 1835   | 23 ans, 52 jours  | Madison       | Juge assesseur (Siège #3)  | démissionne                      |
| 19  | Joseph Story                     |          | MA   | 3 février 1812    | 10 septembre 1845 | 33 ans, 219 jours | Madison       | Juge assesseur (Siège #2)  | mort en fonction                 |
| 20  | Smith Thompson *                 |          | NY   | 9 décembre 1823   | 18 décembre 1843  | 20 ans, 9 jours   | Monroe        | Juge assesseur (Siège #4)  | mort en fonction                 |
| 21  | Robert Trimble                   |          | KY   | 16 juin 1826      | 25 août 1828      | 2 ans, 70 jours   | J. Q. Adams   | Juge assesseur (Siège #6)  | mort en fonction                 |
| 22  | John McLean                      |          | OH   | 11 janvier 1830   | 4 avril 1861      | 31 ans, 83 jours  | Jackson       | Juge assesseur (Siège #6)  | mort en fonction                 |
| 22  | Henry Baldwin                    |          | PA   | 18 janvier 1830   | 21 avril 1844     | 14 ans, 94 jours  | Jackson       | Juge assesseur (Siège #1)  | mort en fonction                 |
| 23  | James Moore Wayne                |          | GA   | 14 janvier 1835   | 5 juillet 1867    | 32 ans, 172 jours | Jackson       | Juge assesseur (Siège #5)  | mort en fonction                 |
| 24  | Roger Brooke Taney               |          | MD   | 28 mars 1836      | 12 octobre 1864   | 28 ans, 198 jours | Jackson       | Juge en chef               | mort en fonction                 |
| 25  | Philip Pendleton Barbour         |          | VA   | 12 mai 1836       | 25 février 1841   | 4 ans, 289 jours  | Jackson       | Juge assesseur (Siège #3)  | mort en fonction                 |
| 26  | John Catron                      |          | TN   | 1er mai 1837      | 30 mai 1865       | 28 ans, 29 jours  | Van Buren     | Juge assesseur (Siège #7)  | mort en fonction                 |
| 27  | John McKinley                    |          | AL   | 9 janvier 1838    | 19 juillet 1852   | 14 ans, 192 jours | Van Buren     | Juge assesseur (Siège #8)  | mort en fonction                 |
| 28  | Peter Vivian Daniel              |          | VA   | 10 janvier 1842   | 31 mai 1860       | 18 ans, 142 jours | Van Buren     | Juge assesseur (Siège #3)  | mort en fonction                 |
| 29  | Samuel Nelson                    |          | NY   | 27 février 1845   | 28 novembre 1872  | 27 ans, 275 jours | Tyler         | Juge assesseur (Siège #4)  | retraite                         |
| 30  | Levi Woodbury *                  |          | NH   | 23 septembre 1845 | 4 septembre 1851  | 5 ans, 346 jours  | Polk          | Juge assesseur (Siège #2)  | mort en fonction                 |
| 31  | Robert Cooper Grier              |          | PA   | 10 août 1846      | 31 janvier 1870   | 23 ans, 174 jours | Polk          | Juge assesseur (Siège #1)  | retraite                         |
| 32  | Benjamin Robbins Curtis *        |          | MA   | 10 octobre 1851   | 30 septembre 1857 | 5 ans, 355 jours  | Fillmore      | Juge assesseur (Siège #2)  | démissionne                      |
| 33  | John Archibald Campbell          |          | AL   | 11 avril 1853     | 30 avril 1861     | 8 ans, 19 jours   | Pierce        | Juge assesseur (Siège #8)  | démissionne                      |
| 34  | Nathan Clifford                  |          | ME   | 21 janvier 1858   | 25 juillet 1881   | 23 ans, 185 jours | Buchanan      | Juge assesseur (Siège #2)  | mort en fonction                 |
| 35  | Noah Haynes Swayne               |          | OH   | 27 janvier 1862   | 24 janvier 1881   | 18 ans, 362 jours | Lincoln       | Juge assesseur (Siège #6)  | retraite                         |
| 36  | Samuel Freeman Miller            |          | IA   | 21 juillet 1862   | 13 octobre 1890   | 28 ans, 84 jours  | Lincoln       | Juge assesseur (Siège #3)  | mort en fonction                 |
| 37  | David Davis                      |          | IL   | 10 décembre 1862  | 4 mars 1877       | 14 ans, 84 jours  | Lincoln       | Juge assesseur (Siège #8)  | démissionne                      |
| 38  | Stephen Johnson Field            |          | CA   | 20 mai 1863       | 1er décembre 1897 | 34 ans, 195 jours | Lincoln       | Juge assesseur (Siège #9)  | retraite                         |
| 39  | Salmon Portland Chase            |          | OH   | 15 décembre 1864  | 7 mai 1873        | 8 ans, 143 jours  | Lincoln       | Juge en chef               | mort en fonction                 |
| 40  | William Strong                   |          | PA   | 15 mars 1870      | 14 décembre 1880  | 10 ans, 274 jours | Grant         | Juge assesseur (Siège #1)  | retraite                         |
| 41  | Joseph Philo Bradley             |          | NJ   | 23 mars 1870      | 22 janvier 1892   | 21 ans, 305 jours | Grant         | Juge assesseur (Siège #10) | mort en fonction                 |
| 42  | Ward Hunt                        |          | NY   | 9 janvier 1873    | 27 janvier 1882   | 9 ans, 18 jours   | Grant         | Juge assesseur (Siège #4)  | retraite                         |
| 43  | Morrison Remick Waite            |          | OH   | 4 mars 1874       | 23 mars 1888      | 14 ans, 19 jours  | Grant         | Juge en chef               | mort en fonction                 |
| 44  | John Marshall Harlan             |          | KY   | 10 décembre 1877  | 14 octobre 1911   | 33 ans, 308 jours | Hayes         | Juge assesseur (Siège #8)  | mort en fonction                 |
| 45  | William Burnham Woods            |          | GA   | 5 janvier 1881    | 14 mai 1887       | 6 ans, 129 jours  | Hayes         | Juge assesseur (Siège #1)  | mort en fonction                 |
| 46  | Thomas Stanley Matthews          |          | OH   | 17 mai 1881       | 22 mars 1889      | 7 ans, 309 jours  | Garfield      | Juge assesseur (Siège #6)  | mort en fonction                 |
| 47  | Horace Gray                      |          | MA   | 9 janvier 1882    | 15 septembre 1902 | 20 ans, 249 jours | Arthur        | Juge assesseur (Siège #2)  | mort en fonction                 |
| 48  | Samuel Blatchford                |          | NY   | 3 avril 1882      | 7 juillet 1893    | 11 ans, 95 jours  | Arthur        | Juge assesseur (Siège #4)  | mort en fonction                 |
| 49  | Lucius Quintus Cincinnatus Lamar |          | MS   | 18 janvier 1888   | 23 janvier 1893   | 5 ans, 5 jours    | Cleveland     | Juge assesseur (Siège #1)  | mort en fonction                 |
| 50  | Melville Fuller                  |          | IL   | 8 octobre 1888    | 4 juillet 1910    | 21 ans, 269 jours | Cleveland     | Juge en chef               | mort en fonction                 |
| 51  | David Josiah Brewer              |          | KS   | 6 janvier 1890    | 28 mars 1910      | 20 ans, 81 jours  | Harrison      | Juge assesseur (Siège #6)  | mort en fonction                 |
| 52  | Henry Billings Brown             |          | MI   | 5 janvier 1891    | 28 mai 1906       | 15 ans, 143 jours | Harrison      | Juge assesseur (Siège #3)  | retraite                         |
| 53  | George Shiras, Jr.               |          | PA   | 10 octobre 1892   | 23 février 1903   | 10 ans, 136 jours | Harrison      | Juge assesseur (Siège #10) | retraite                         |
| 54  | Howell Edmunds Jackson           |          | TN   | 14 mars 1893      | 8 août 1895       | 2 ans, 147 jours  | Harrison      | Juge assesseur (Siège #1)  | mort en fonction                 |
| 55  | Edward Douglass White            |          | LA   | 12 mars 1894      | 18 décembre 1910  | 16 ans, 281 jours | Cleveland     | Juge assesseur (Siège #4)  | nommé Juge en chef               |
| 56  | Rufus Wheeler Peckham            |          | NY   | 6 janvier 1896    | 24 octobre 1909   | 13 ans, 291 jours | Cleveland     | Juge assesseur (Siège #1)  | mort en fonction                 |
| 57  | Joseph McKenna                   |          | CA   | 26 janvier 1898   | 5 janvier 1925    | 26 ans, 344 jours | McKinley      | Juge assesseur (Siège #9)  | retraite                         |
| 58  | Oliver Wendell Holmes Jr.        |          | MA   | 8 décembre 1902   | 12 janvier 1932   | 29 ans, 35 jours  | T. Roosevelt  | Juge assesseur (Siège #2)  | retraite                         |
| 59  | William Rufus Day                |          | OH   | 2 mars 1903       | 13 novembre 1922  | 19 ans, 256 jours | T. Roosevelt  | Juge assesseur (Siège #10) | retraite                         |
| 60  | William Henry Moody              |          | MA   | 17 décembre 1906  | 20 novembre 1910  | 3 ans, 338 jours  | T. Roosevelt  | Juge assesseur (Siège #3)  | démissionne                      |
| 61  | Horace Harmon Lurton             |          | TN   | 3 janvier 1910    | 12 juillet 1914   | 4 ans, 190 jours  | Taft          | Juge assesseur (Siège #1)  | mort en fonction                 |
| 62  | Charles Evans Hughes             |          | NY   | 10 octobre 1910   | 10 juin 1916      | 5 ans, 244 jours  | Taft          | Juge assesseur (Siège #6)  | démissionne                      |
| 63  | Edward Douglass White            |          | LA   | 19 décembre 1910  | 19 mai 1921       | 10 ans, 151 jours | Taft          | Juge en chef               | mort en fonction                 |
| 64  | Willis Van Devanter              |          | WY   | 3 janvier 1911    | 2 juin 1937       | 26 ans, 150 jours | Taft          | Juge assesseur (Siège #4)  | mort en fonction                 |
| 65  | Joseph Rucker Lamar              |          | GA   | 3 janvier 1911    | 2 janvier 1916    | 4 ans, 364 jours  | Taft          | Juge assesseur (Siège #3)  | mort en fonction                 |
| 66  | Mahlon Pitney                    |          | NJ   | 18 mars 1912      | 31 décembre 1922  | 10 ans, 288 jours | Taft          | Juge assesseur (Siège #8)  | démissionne                      |
| 67  | James Clark McReynolds           |          | TN   | 12 octobre 1914   | 31 janvier 1941   | 26 ans, 111 jours | Wilson        | Juge assesseur (Siège #1)  | retraite                         |
| 68  | Louis Dembitz Brandeis           |          | MA   | 5 juin 1916       | 13 février 1939   | 22 ans, 253 jours | Wilson        | Juge assesseur (Siège #3)  | retraite                         |
| 69  | John Hessin Clarke               |          | OH   | 9 octobre 1916    | 18 septembre 1922 | 5 ans, 344 jours  | Wilson        | Juge assesseur (Siège #6)  | démissionne                      |
| 70  | William Howard Taft              |          | OH   | 11 juillet 1921   | 3 février 1930    | 8 ans, 207 jours  | Harding       | Juge en chef               | démissionne (cf. note)           |
| 71  | George Sutherland                |          | UT   | 2 octobre 1922    | 17 janvier 1938   | 15 ans, 107 jours | Harding       | Juge assesseur (Siège #6)  | retraite                         |
| 72  | Pierce Butler                    |          | MN   | 2 janvier 1923    | 16 novembre 1939  | 16 ans, 318 jours | Harding       | Juge assesseur (Siège #10) | mort en fonction                 |
| 73  | Edward Terry Sanford             |          | TN   | 19 février 1923   | 8 mars 1930       | 7 ans, 17 jours   | Harding       | Juge assesseur (Siège #8)  | mort en fonction                 |
| 74  | Harlan Fiske Stone               |          | NY   | 2 mars 1925       | 2 juillet 1941    | 16 ans, 122 jours | Coolidge      | Juge assesseur (Siège #9)  | nommé Juge en chef               |
| 75  | Charles Evans Hughes             |          | NY   | 24 février 1930   | 30 juin 1941      | 11 ans, 126 jours | Hoover        | Juge en chef               | retraite                         |
| 76  | Owen Roberts                     |          | PA   | 2 juin 1930       | 31 juillet 1945   | 15 ans, 59 jours  | Hoover        | Juge assesseur (Siège #8)  | démissionne                      |
| 77  | Benjamin Nathan Cardozo          |          | NY   | 14 mars 1932      | 9 juillet 1938    | 6 ans, 117 jours  | Hoover        | Juge assesseur (Siège #2)  | mort en fonction                 |
| 78  | Hugo LaFayette Black             |          | AL   | 19 août 1937      | 17 septembre 1971 | 34 ans, 29 jours  | F. Roosevelt  | Juge assesseur (Siège #4)  | mort en fonction                 |
| 79  | Stanley Forman Reed              |          | KY   | 31 janvier 1938   | 25 février 1957   | 19 ans, 25 jours  | F. Roosevelt  | Juge assesseur (Siège #6)  | retraite                         |
| 80  | Felix Frankfurter                |          | MA   | 30 janvier 1939   | 28 août 1962      | 23 ans, 210 jours | F. Roosevelt  | Juge assesseur (Siège #2)  | retraite                         |
| 81  | William Orville Douglas          |          | CT   | 17 avril 1939     | 12 novembre 1975  | 36 ans, 209 jours | F. Roosevelt  | Juge assesseur (Siège #3)  | retraite                         |
| 82  | William Francis Murphy           |          | MI   | 5 février 1940    | 19 juillet 1949   | 9 ans, 164 jours  | F. Roosevelt  | Juge assesseur (Siège #10) | mort en fonction                 |
| 83  | Harlan Fiske Stone               |          | NY   | 3 juillet 1941    | 22 avril 1946     | 4 ans, 293 jours  | F. Roosevelt  | Juge en chef               | mort en fonction                 |
| 84  | James Francis Byrnes             |          | SC   | 8 juillet 1941    | 3 octobre 1942    | 1 an, 87 jours    | F. Roosevelt  | Juge assesseur (Siège #1)  | démissionne                      |
| 85  | Robert Jackson                   |          | NY   | 11 juillet 1941   | 9 octobre 1954    | 13 ans, 90 jours  | F. Roosevelt  | Juge assesseur (Siège #9)  | mort en fonction                 |
| 86  | Wiley Blount Rutledge            |          | IA   | 15 février 1943   | 10 septembre 1949 | 6 ans, 148 jours  | F. Roosevelt  | Juge assesseur (Siège #1)  | mort en fonction                 |
| 87  | Harold Hitz Burton               |          | OH   | 1er octobre 1945  | 13 octobre 1958   | 13 ans, 12 jours  | Truman        | Juge assesseur (Siège #8)  | retraite                         |
| 88  | Frederick Moore Vinson           |          | KY   | 24 juin 1946      | 8 septembre 1953  | 7 ans, 76 jours   | Truman        | Juge en chef               | mort en fonction                 |
| 89  | Thomas Campbell Clark            |          | TX   | 24 août 1949      | 12 juin 1967      | 17 ans, 292 jours | Truman        | Juge assesseur (Siège #10) | retraite                         |
| 90  | Sherman Minton                   |          | IN   | 12 octobre 1949   | 15 octobre 1956   | 7 ans, 3 jours    | Truman        | Juge assesseur (Siège #1)  | retraite                         |
| 91  | Earl Warren *                    |          | CA   | 5 octobre 1953    | 23 juin 1969      | 15 ans, 240 jours | Eisenhower    | Juge en chef               | retraite                         |
| 92  | John Marshall Harlan II          |          | NY   | 28 mars 1955      | 23 septembre 1971 | 16 ans, 179 jours | Eisenhower    | Juge assesseur (Siège #9)  | retraite                         |
| 93  | William Joseph Brennan *         |          | NJ   | 16 octobre 1956   | 20 juillet 1990   | 33 ans, 277 jours | Eisenhower    | Juge assesseur (Siège #1)  | retraite                         |
| 94  | Charles Evans Whittaker          |          | MO   | 25 mars 1957      | 31 mars 1962      | 5 ans, 6 jours    | Eisenhower    | Juge assesseur (Siège #6)  | retraite                         |
| 95  | Potter Stewart *                 |          | OH   | 14 octobre 1958   | 3 juillet 1981    | 22 ans, 262 jours | Eisenhower    | Juge assesseur (Siège #8)  | retraite                         |
| 96  | Byron Raymond White              |          | CO   | 16 avril 1962     | 28 juin 1993      | 31 ans, 73 jours  | Kennedy       | Juge assesseur (Siège #6)  | retraite                         |
| 97  | Arthur Goldberg                  |          | IL   | 1er octobre 1962  | 25 juillet 1965   | 2 ans, 297 jours  | Kennedy       | Juge assesseur (Siège #2)  | démissionne                      |
| 98  | Abe Fortas                       |          | TN   | 4 octobre 1965    | 14 mai 1969       | 3 ans, 222 jours  | Johnson       | Juge assesseur (Siège #2)  | démissionne                      |
| 99  | Thurgood Marshall                |          | NY   | 2 octobre 1967    | 1er octobre 1991  | 23 ans, 364 jours | Johnson       | Juge assesseur (Siège #10) | retraite                         |
| 100 | Warren Earl Burger               |          | VA   | 23 juin 1969      | 26 septembre 1986 | 17 ans, 95 jours  | Nixon         | Juge en chef               | retraite                         |
| 101 | Harry Andrew Blackmun            |          | MN   | 9 juin 1970       | 3 août 1994       | 24 ans, 55 jours  | Nixon         | Juge assesseur (Siège #2)  | retraite                         |
| 102 | Lewis Franklin Powell, Jr.       |          | VA   | 7 janvier 1972    | 26 juin 1987      | 15 ans, 170 jours | Nixon         | Juge assesseur (Siège #4)  | retraite                         |
| 103 | William Hubbs Rehnquist          |          | AZ   | 7 janvier 1972    | 26 septembre 1986 | 14 ans, 262 jours | Nixon         | Juge assesseur (Siège #9)  | nommé Juge en chef               |
| 104 | John Paul Stevens                |          | IL   | 19 décembre 1975  | 29 juin 2010      | 34 ans, 192 jours | Ford          | Juge assesseur (Siège #3)  | retraite                         |
| 105 | Sandra Day O'Connor              |          | AZ   | 25 septembre 1981 | 31 janvier 2006   | 24 ans, 128 jours | Reagan        | Juge assesseur (Siège #8)  | démissionne                      |
| 106 | William Hubbs Rehnquist          |          | AZ   | 26 septembre 1986 | 3 septembre 2005  | 18 ans, 342 jours | Reagan        | Juge en chef               | mort en fonction                 |
| 107 | Antonin Scalia                   |          | VA   | 26 septembre 1986 | 13 février 2016   | 29 ans, 140 jours | Reagan        | Juge assesseur (Siège #9)  | mort en fonction                 |
| 108 | Anthony McLeod Kennedy           |          | CA   | 18 février 1988   | 31 juillet 2018   | 30 ans, 163 jours | Reagan        | Juge assesseur (Siège #4)  | retraite                         |
| 109 | David Hackett Souter             |          | NH   | 9 octobre 1990    | 29 juin 2009      | 18 ans, 263 jours | G. H. W. Bush | Juge assesseur (Siège #1)  | démissionne                      |
| 110 | Clarence Thomas                  |          | GA   | 23 octobre 1991   |                   | 33 ans, 142 jours | G. H. W. Bush | Juge assesseur (Siège #10) |                                  |
| 111 | Ruth Joan Bader Ginsburg         |          | NY   | 10 août 1993      | 18 septembre 2020 | 27 ans, 39 jours  | Clinton       | Juge assesseur (Siège #6)  | morte en fonction                |
| 112 | Stephen Gerald Breyer            |          | MA   | 3 août 1994       | 30 juin 2022      | 27 ans, 331 jours | Clinton       | Juge assesseur (Siège #2)  | retraite                         |
| 113 | John G. Roberts, Jr.             |          | MD   | 29 septembre 2005 |                   | 19 ans, 166 jours | G. W. Bush    | Juge en chef               |                                  |
| 114 | Samuel Alito                     |          | NJ   | 31 janvier 2006   |                   | 19 ans, 42 jours  | G. W. Bush    | Juge assesseur (Siège #8)  |                                  |
| 115 | Sonia Sotomayor                  |          | NY   | 6 août 2009       |                   | 15 ans, 220 jours | Obama         | Juge assesseur (Siège #1)  |                                  |
| 116 | Elena Kagan                      |          | NY   | 7 août 2010       |                   | 14 ans, 219 jours | Obama         | Juge assesseur (Siège #3)  |                                  |
| 117 | Neil Gorsuch                     |          | CO   | 10 avril 2017     |                   | 7 ans, 338 jours  | Trump         | Juge assesseur (Siège #9)  |                                  |
| 118 | Brett Kavanaugh                  |          | D.C. | 6 octobre 2018    |                   | 6 ans, 159 jours  | Trump         | Juge assesseur (Siège #4)  |                                  |
| 119 | Amy Coney Barrett                |          | LA   | 27 octobre 2020   |                   | 4 ans, 138 jours  | Trump         | Juge assesseur (Siège #6)  |                                  |
| 120 | Ketanji Brown Jackson            |          | D.C. | 30 juin 2022      |                   | 2 ans, 257 jours  | Biden         | Juge assesseur (Siège #2)  |                                  |

### Sièges
- Il est fait mention de onze sièges, celui du président (Juge en chef) et dix pour les juges (Juge assesseur). Deux des sièges ont été supprimés lorsque le Congrès a décidé de réduire l'effectif de la Cour. Le cinquième et le septième ont été les premiers à se libérer, ramenant la Cour à son effectif actuel de neuf.
- la fonction de président de la Cour suprême (Juge en chef) est mentionnée par la constitution et organisée par la loi sur l'organisation de la justice (Judiciary Act) du 24 septembre 1789 ;
- les sièges des autres juges sont numérotés dans l'ordre de leur création par le Congrès. S'ils ont été créés en même temps, c'est l'ordre dans lequel ils ont été effectivement pourvus qui est pris ;
- les cinq premiers sièges ont été créés par le Judiciary Act de 1789 ce qui donne avec le président un effectif à l'origine de six juges ;
- le sixième a été créé par le Seven Circuit Act (loi sur le septième circuit) du 24 février 1807 : une septième cour d'appel est créée dont le ressort couvrait les nouveaux États de l'Ohio, du Tennessee et du Kentucky. Les cours d'appels sont itinérantes, d'où leur nom de Circuit Court. Au moins un juge de la Cour suprême siège dans chacune d'elles. Les moyens de transport de l'époque ne permettaient pas d'affecter un juge à deux circuits, d'où la création du nouveau siège. L'usage veut de plus qu'un juge de la Cour soit originaire de chacun des ressorts d'appel ;
- les septième et huitième sièges découlent du Eighth and Ninth Circuits Act (loi sur les huitième et neuvième circuits) du 3 mars 1837. Les raisons sont les mêmes que pour le sixième ;
- le neuvième apparaît à la création d'un dixième ressort d'appel avec le Tenth Circuit Act du 3 mars 1863. L'effectif de la Cour atteint donc dix juges ;
- après la Guerre de Sécession, le Congrès redécoupe les ressorts des cours d'appel en en réduisant le nombre par le Judicial Circuits Act du 23 juillet 1866. La mesure vise deux objectifs : d'une part, réduire le nombre de cours d'appels dans le Sud, et ce faisant, effacer la majorité mécanique dont les États esclavagistes bénéficiaient à la Cour suprême (puisqu'à l'époque, la Cour compte un juge originaire de chacun des ressorts) et d'autre part, empêcher le président Johnson de nommer de nouveaux juges si des vacances devaient survenir. Il est décidé que les trois prochains juges à quitter la Cour, le président excepté, ne seront pas remplacés, de façon à obtenir un effectif total de 7.
  - Lors du vote de la loi, le septième siège, vacant, est donc immédiatement supprimé. John Catron fut ainsi son premier et dernier titulaire.
  - Le cinquième siège est supprimé à la mort de James Moore Wayne le 5 juillet 1867.
  - Le Circuit Judges Act du 10 avril 1869 abroge le Judicial Circuits Act avant qu'un troisième siège ne devienne vacant.
  - Simultanément, il crée un nouveau siège à la Cour, le dixième, portant l'effectif à neuf membres où il est resté jusqu'à aujourd'hui.

### Question ouverte
La question de savoir si William Howard Taft a démissionné de son mandat (selon le Centre judiciaire fédéral) ou a pris sa retraite (selon la Société historique de la Cour suprême) n'est toujours pas tranchée.

## Candidatures inabouties
Les juges de la Cour suprême des États-Unis sont nommés par le président et confirmés par le Sénat à la majorité qualifiée de 60%. Il est arrivé à plusieurs reprises que le Sénat rejette le candidat nommé par le président. À d'autres reprises, devant un vote négatif s'annonçant, le candidat préfère se récuser. Au 13 décembre 2004, 148 personnes ont été nommées (dont deux femmes) à la Cour suprême depuis 1789. Le Sénat en a refusé 12, le président a retiré son candidat à 6 reprises et 7 candidats se sont récusés.

### Candidats rejetés par le Sénat

#### George Washington
Le candidat du président pour le poste de Chief Justice John Rutledge est battu au Sénat par 14 voix contre 10.

#### James Madison
Le remplacement du Chief Justice William Cushing fut des plus compliqués : le président Madison porte d'abord son choix sur Levi Lincoln qui refuse la nomination, puis le candidat suivant, Alexander Wolcott est recalé par le Sénat par 24 voix contre et 9 pour. Madison tente sa chance avec John Quincy Adams qui lui aussi refuse la nomination, finalement Joseph Story reçoit l'approbation du Sénat.

#### John Tyler
La nomination de John Canfield Spencer est refusée par 26 voix contre 21.

#### James K. Polk
La nomination de George W. Woodward est rejetée par 29 voix contre 20.

#### James Buchanan
La nomination de Jeremiah S. Black est repoussée par le Sénat avec une voix de majorité 26 contre 25.

#### Ulysses S. Grant
La nomination de Ebenezer R. Hoar est rejetée par 33 voix contre 22.
Grant a aussi nommé Edwin M. Stanton, ce que le Sénat a confirmé par son vote mais Stanton est décédé avant de prêter serment.

#### Grover Cleveland
Une mémorable bataille opposa le président Cleveland au Sénat : le premier candidat de Cleveland William Hornblower de l'État de New York est recalé par 30 voix contre 24 le 15 janvier 1894, puis Wheeler H. Peckham, toujours de New York est rejeté le 16 février par 41 voix contre 32. Dans les deux cas, c'est le sénateur de l'État de New York David Hill qui mena la lutte contre le candidat de Cleveland. Il est de tradition au Sénat que les sénateurs consultent le sénateur de l'État du candidat. Pour passer outre l'avis de Hill, Cleveland choisit pour nouveau candidat un sénateur, Edward Douglass White qui reçut facilement l'approbation sénatoriale.

#### Herbert Hoover
La nomination de John Parker le 7 mai 1930 est repoussée par 41 voix contre 39.

#### Lyndon B. Johnson
À la nomination d'Abe Fortas, alors Associate Justice, pour le poste de Chief Justice, une controverse se développe quant aux activités extra-judiciaires de Fortas et ce dernier en vint à demander au président Johnson le retrait de sa candidature. Earl Warren reste Chief Justice avant d'être remplacé par Warren Earl Burger après l'élection de Richard Nixon.
En nommant Fortas, Johnson avait aussi nommé, pour remplacer Fortas en tant qu'Associate Justice, Homer « Donut » Thornberry. Puisque Fortas n'a jamais présenté son nom au Sénat pour le poste de Chief Justice, la candidature de Thornberry devint nulle et non avenue.

#### Richard Nixon
À la suite de la démission de Fortas en 1969, Nixon nomme Clement Haynsworth mais le Sénat rejette sa candidature par 55 voix contre 45 le 21 novembre 1969. Nixon essaie avec G. Harold Carswell le 8 avril 1970 mais le soutien qu'il a apporté à l'époque de la ségrégation lui fait perdre, de peu, la confirmation sénatoriale par 51 voix contre 45. Nixon porte finalement son choix sur Harry Blackmun qui est confirmé par le Sénat.

#### Ronald Reagan
À la suite de la retraite de Lewis Powell en juillet 1987, Reagan nomme le très conservateur Robert Bork. Membre de la Cour d'appel pour le District de Columbia, Bork est très connu en ville (le Sénat et la Maison-Blanche sont aussi dans le District de Columbia) pour ses avis très tranchés sur des problèmes controversés et son interprétation stricte du droit (école constitutionnaliste). Le Sénat rejette largement sa candidature par 58 voix contre 42.
Reagan nomme ensuite Douglas H. Ginsburg mais ce dernier doit retirer sa candidature après avoir avoué fumer de la marijuana lors des toujours très complètes et exhaustives étapes de confirmation sénatoriale. Anthony Kennedy remplace Ginsburg et est confirmé par le Sénat.

### Audition refusée par le Sénat

#### Barack Obama
Le 13 février 2016, le juge assesseur Antonin Scalia, classé parmi les conservateurs, meurt subitement. Le président Barack Obama propose le 16 mars le juge fédéral Merrick Garland, considéré comme modéré, pour le remplacer. Bien qu'il soit favorablement perçu par une partie des républicains du Sénat, où ils sont majoritaires, le chef de la majorité sénatoriale refuse d'organiser les auditions et la confirmation du magistrat, arguant que le pays se trouve alors en campagne pour l'élection présidentielle.
C'est finalement le juge Neil Gorsuch, aux idées très conservatrices, qui sera confirmé par le Sénat le 7 avril 2017 après avoir été proposé par Donald Trump.

### Candidatures retirées

#### George W. Bush
En 2005, le président choisit la conseillère juridique de la Maison-Blanche, Harriet Miers, comme candidate à la Cour suprême des États-Unis. Mais devant les nombreuses critiques provenant des républicains et des démocrates, et à la demande de Miers, le président renonce à cette nomination.